# Vit
Vit je moško osebno ime.

## Izvor imena
Ime Vit je krajša oblika imena Vitomir.

## Pogostost imena
Po podatkih Statističnega urada Republike Slovenije je bilo na dan 31. decembra 2007 v Sloveniji 17 oseb z imenom Vit.

## Osebni praznik
Vit lahko goduje takrat kot Vitomir.